# Guerra dos Ducados do Elba
A Guerra dos Ducados do Elba, também conhecida como Guerra dos Ducados, Segunda Guerra do Eslésvico (Schleswig), Guerra Dano-Prussiana ou Guerra Dinamarquesa, foi travada em 1864 entre a Dinamarca, de um lado, e, de outro, o Reino da Prússia e o Império Austríaco, estes agindo em nome da Confederação Alemã. Tal como a Primeira Guerra do Eslésvico, foi travada pelo controle dos ducados do Eslésvico e da Holsácia, cujo status foi finalmente definido por uma partilha após a Primeira Guerra Mundial, quando o Eslésvico Setentrional votou pela reunião com a Dinamarca.

## A Questão dos Ducados
O Eslésvico era um ducado soberano (i.e., formalmente independente), de maioria dinamarquesa, vinculado à coroa da Dinamarca por uma União Pessoal e por laços feudais. Já a Holsácia era um ducado soberano, de maioria alemã, que integrara o Sacro Império Romano-Germânico e, de 1815 a 1864, a Confederação Germânica, mas encontrava-se ligado à Dinamarca por uma União Pessoal desde o século XV. Em outras palavras, o rei da Dinamarca era o duque do Eslésvico e da Holsácia, territórios governados na prática pelos dinamarqueses. O chamado Tratado de Ribe (1460) dispunha que os dois ducados não poderiam ser separados.
A extinção da linhagem real masculina da Dinamarca, com a morte do rei Frederico VII, criou para os dinamarqueses o problema de como manter o seu controle sobre o Eslésvico-Holsácia, cobiçado por advogados da unificação Alemã (as regras sucessórias dos ducados - que adotavam a lei sálica - diferiam das dinamarquesas em caso de inexistência de herdeiro varão).
Em seguida à agitação causada pelas Revoluções de 1848 (e com a questão sucessória dos ducados em mente), Frederico promulgou uma constituição democrática comum à Dinamarca e ao Eslésvico, provocando um movimento separatista nos ducados, apoiado pela Prússia, que levou à eclosão da Primeira Guerra do Eslésvico (1848 - 1851).
As grandes potências europeias, interessadas em conter a Prússia, pressionaram-na a acatar em 1852 os termos da convenção de Londres de 1850, pela qual Reino Unido, França, Rússia e Noruega-Suécia reafirmavam a integridade da Dinamarca, que recebia de volta o Eslésvico-Holsácia e, pelo protocolo adicional de 1852 com a Áustria e a Prússia, comprometia-se a não criar com o Eslésvico laços mais estreitos do que os deste com o Holsácia.
Com a subida dos liberais ao poder em Copenhague, o rei Cristiano IX foi persuadido a assinar em 18 de novembro de 1863 uma nova constituição conjunta com o Eslésvico, o que contrariava o disposto no protocolo de 1852 e veio a ser o pretexto para que a Prússia e a Áustria interviessem militarmente contra a Dinamarca.

## O conflito

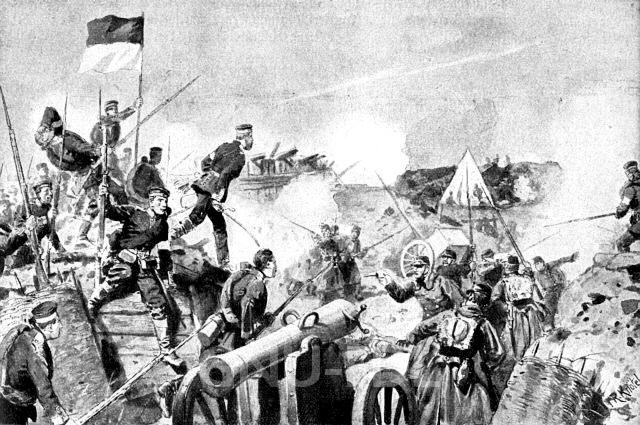
Assalto às Fortificações de Düppel - Guerra Franco-Dinamarquesa em 1864

Desta vez, as potências europeias estavam distraídas com outros problemas e não acorreram em apoio à Dinamarca, que se viu frente à poderosa máquina militar da Prússia.
Após a Batalha de Dybbøl, os dinamarqueses, incapazes de defender a fronteira dos ducados, recuaram para o território da Dinamarca. As tropas da aliança austro-prussiana continuaram a avançar e, com a capitulação dinamarquesa, Prússia e Áustria assumiram a administração do Eslésvico e do Holsácia, respectivamente. A paz foi celebrada com o Tratado de Viena, de 1864, pelo qual a Dinamarca cedia os dois ducados à Prússia e à Áustria. Estas duas potências, por sua vez, concluíram entre si a Convenção de Gastein, que dispunha sobre a administração dos ducados.

## Consequências

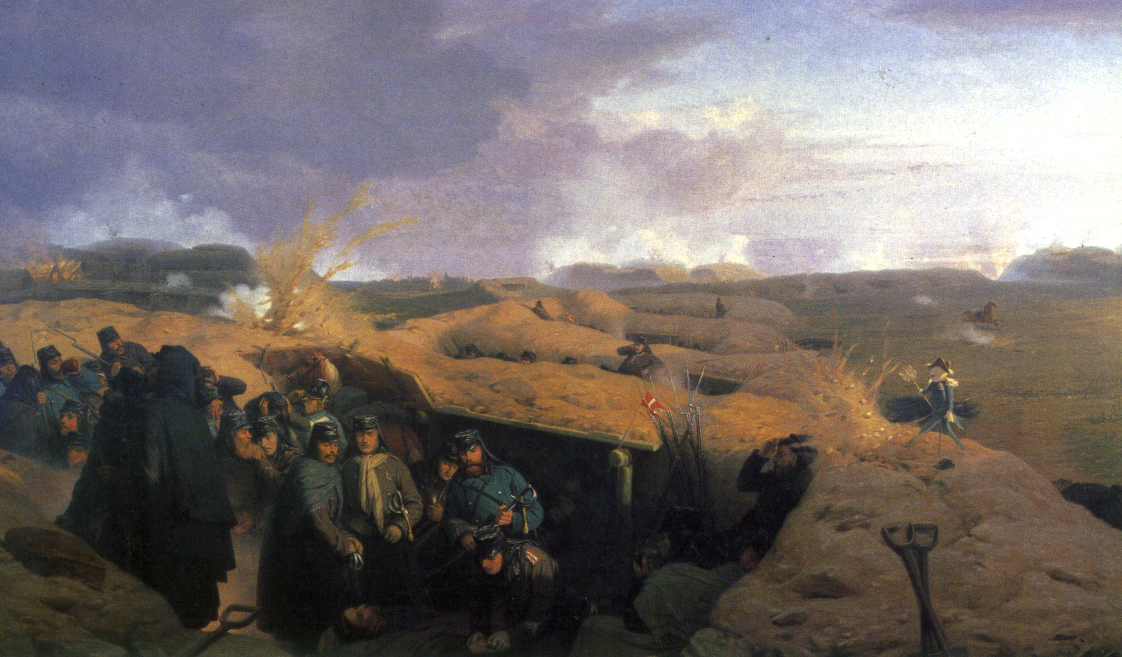
A batalha de Dybbøl, por Jørgen Valentin Sonne, 1871.

As ambições territoriais prussianas deram fruto em 1866, quando desentendimentos acerca da administração dos ducados provocaram a Guerra Austro-Prussiana, pela qual o  Reino da Prússia anexou definitivamente o Eslésvico-Holsácia. A Guerra dos Ducados pode, portanto, ser vista dentro do contexto da expansão prussiana e dos planos de Otto von Bismarck no sentido de unificar a Alemanha sob o controle da Prússia.
A Questão dos Ducados do Elba era considerada tão complexa - devido à mistura de residentes dinamarqueses e alemães, à confusa rede de obrigações feudais e aos interesses nacionais das diversas potências europeias envolvidas - que Lorde Palmerston, primeiro-ministro britânico à época, comentou que apenas três pessoas entendiam a questão do Eslésvico-Holsácia: "uma morrera, outra enlouquecera e a terceira era ele próprio, que esquecera". Ao que parece, porém, Bismarck era a quarta pessoa.